# Empoascanara unipunctata
Empoascanara unipunctata är en insektsart som först beskrevs av Mahmood 1967.  Empoascanara unipunctata ingår i släktet Empoascanara och familjen dvärgstritar.
Artens utbredningsområde är Thailand. Inga underarter finns listade i Catalogue of Life.